# Hajdúbagos, Hajdú-Bihar
Hajdúbagos  este un sat în districtul Derecske, județul Hajdú-Bihar, Ungaria, având o populație de 2.004 locuitori (2011). 

## Demografie
Componența etnică a satului Hajdúbagos
     Maghiari (94,11%)
     Romi (4,57%)
     Necunoscut (0,89%)
     Alții (0,42%)
Componența confesională a satului Hajdúbagos
     Reformați (46,96%)
     Fără religie (26,05%)
     Romano-catolici (5,64%)
     Greco-catolici (1,95%)
     Necunoscută (18,76%)
     Atei (0,65%)
     Alte religii (1,25%)
Conform recensământului din 2011, satul Hajdúbagos avea 2.004 locuitori. Din punct de vedere etnic, majoritatea locuitorilor (94,11%) erau maghiari, cu o minoritate de romi (4,57%). Apartenența etnică nu este cunoscută în cazul a 0,89% din locuitori. Nu există o religie majoritară, locuitorii fiind reformați (46,96%), persoane fără religie (26,05%), romano-catolici (5,64%) și greco-catolici (1,95%). Pentru 18,76% din locuitori nu este cunoscută apartenența confesională.